# World Futures Studies Federation
La World Futures Studies Federation (in italiano in passato nota come Federazione Mondiale Studi sul Futuro) è un'organizzazione internazionale no-profit che riunisce le organizzazioni e gli studiosi di futures studies a livello mondiale.
Nasce nel 1973 a seguito di una serie di convegni mondiali sul futuro: il convegno Mankind 2000 di Oslo nel 1967, promosso dall'omonima organizzazione fondata da Robert Jungk e Wellesley Wesley nel 1965; il convegno Challengers from the Future di Kyoto del 1970; il convegno mondiale sul futuro Bucarest del 1972. In quell'occasione, i partecipanti si accordano per la fondazione della World Futures Studies Federation. Il primo convegno mondiale si tiene tra Roma e Frascati nel 1973 su iniziativa dell'IRADES di Flaminio Piccoli e della sociologa Eleonora Barbieri Masini, con la collaborazione del Club di Roma diretto da Aurelio Peccei. La sede della federazione viene stabilita a Parigi, presso la Maison International Futuribles fondata da Bertrand de Jouvenel, che ne diventa primo presidente. 
Dal 1974 l'organizzazione è partner dell'UNESCO, che ne ha finanziato diversi programmi di ricerca e convegni mondiali. Dal 1987 è membro speciale consultivo del Consiglio economico e sociale delle Nazioni Unite e più recentemente collabora con il Programma delle Nazioni Unite per lo sviluppo. 
Al 2020 conta 256 membri da oltre 60 paesi del mondo.

## Presidenti
- Bertrand de Jouvenel, 1973-1974.
- Johan Galtung, 1974-1977.
- Mahdi Elmandjra, 1977-1981.
- Eleonora Barbieri Masini, 1981-1990.
- James Dator, 1990-1993.
- Pentti Malaska, 1993-1997.
- Tony Stevenson, 1997-2001.
- Richard Slaughter, 2001-2005.
- Fabienne Goux-Baudiment, 2005-2009.
- Jennifer M. Gidley, 2009-2013.
- Erik F. Øverland, 2013-corrente.